# Main Street (Toronto Subway)

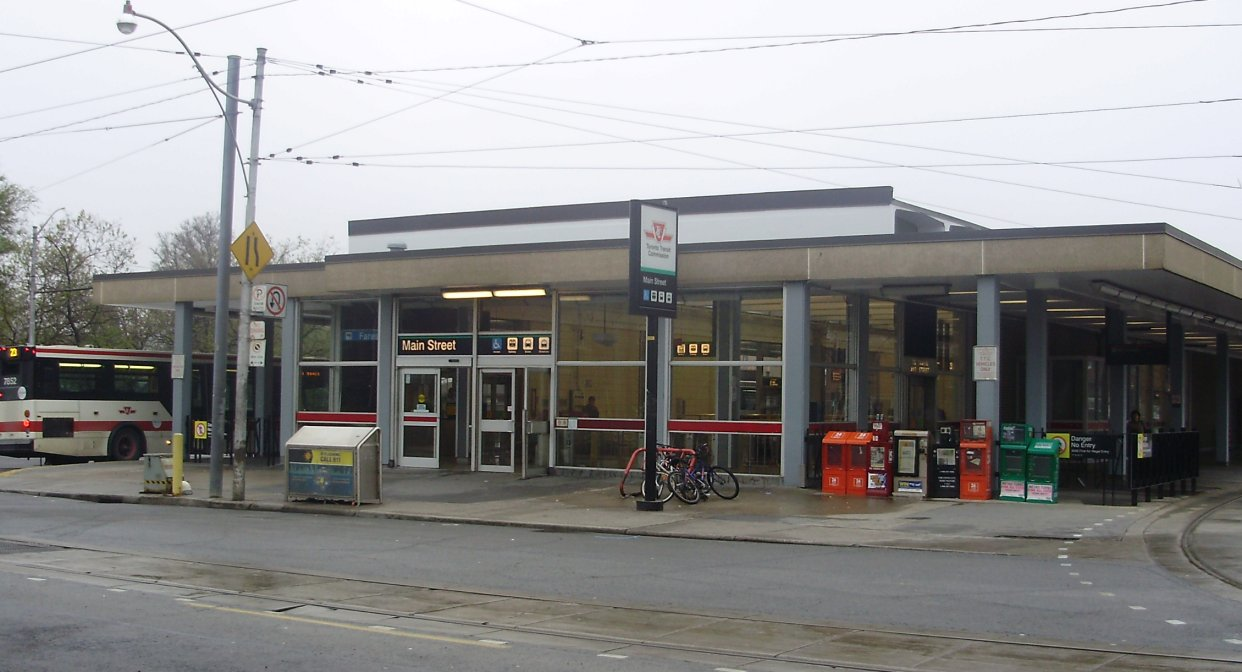
Eingang zur Station Main Street

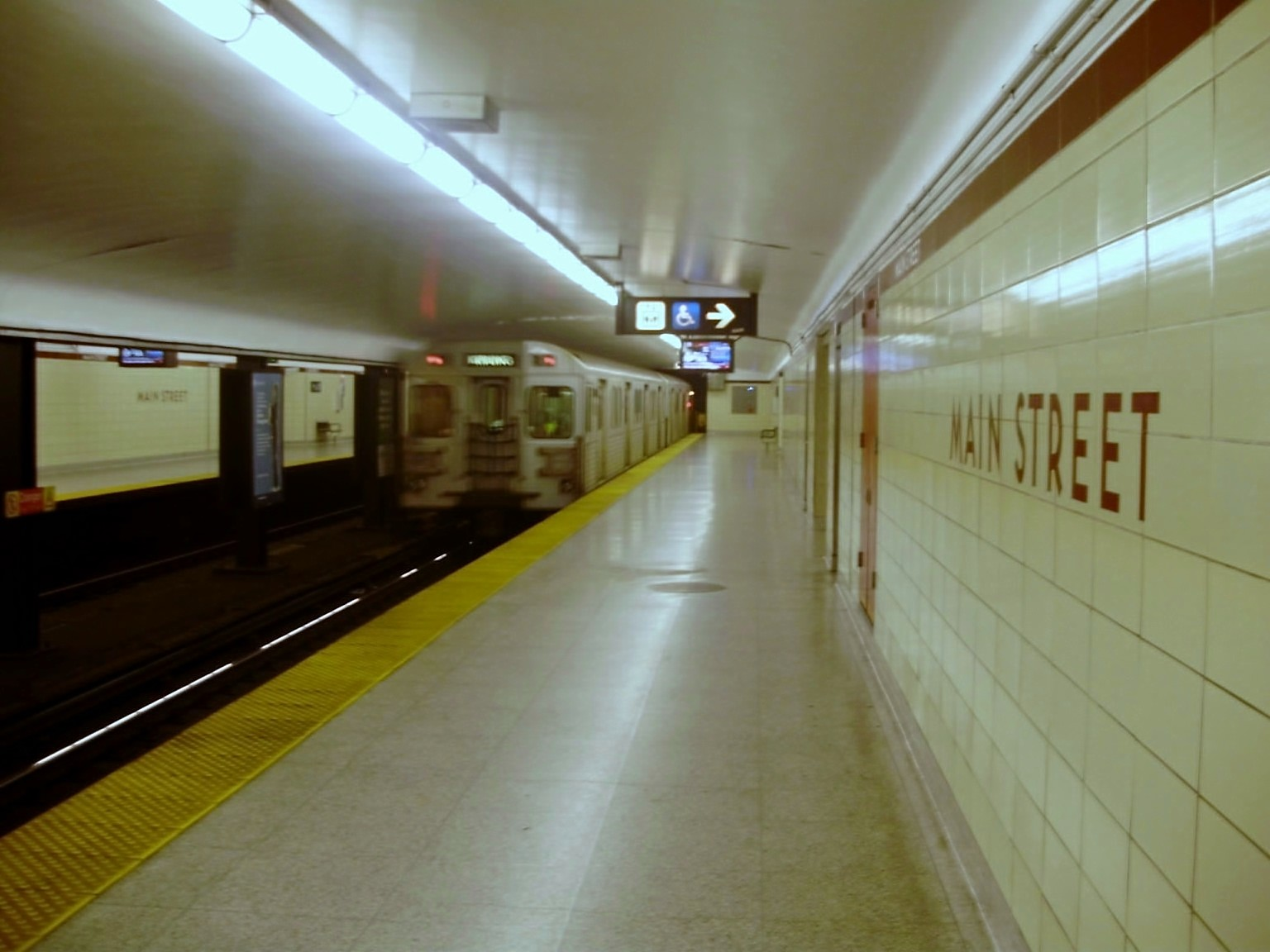
Bahnsteig nach Osten

Main Street ist eine unterirdische U-Bahn-Station in Toronto. Sie liegt an der Bloor-Danforth-Linie der Toronto Subway, an der Kreuzung von Danforth Avenue und Main Street. Die Station besitzt Seitenbahnsteige und wird täglich von durchschnittlich 23.950 Fahrgästen genutzt (2018).
Es bestehen Umsteigemöglichkeiten zu sieben Buslinien der Toronto Transit Commission und zur Straßenbahnlinie 506, wobei die Wendeschleife das Stationsgebäude umrundet. Etwa 350 Meter südlich befindet sich der Bahnhof Danforth an der Lakeshore-East-Linie von GO Transit.
Die Eröffnung der Station erfolgte am 11. Mai 1968, zusammen mit dem Abschnitt Woodbine – Warden. Die Main Street war die Hauptstraße des Vorortes East Toronto, der 1908 nach Toronto eingemeindet worden war. Im Gegensatz zu den übrigen Stationen und Haltestellen der Toronto Transit Commission blieb das Wort Street im Stationsnamen erhalten, um dem hypothetischen Missverständnis vorzubeugen, dass es sich hier um den „Hauptbahnhof“ (main station) der Subway handle.